# Ulrika Westerlund
Ulrika Margareta Westerlund, född 21 november 1972 i Hägerstens församling i Stockholm, är en svensk politiker (miljöpartist) och skribent. Hon har länge varit aktiv inom den svenska HBTQ-rörelsen. Westerlund är ordinarie riksdagsledamot sedan 2022, invald för Stockholms kommuns valkrets.

## Bakgrund
Westerlund är utbildad journalist vid Poppius journalistskola, har en fil kand-examen inom etnologi vid Stockholms universitet, samt en teologie masterexamen med huvudområdet mänskliga rättigheter från Uppsala universitet från 2019. 
Westerlund var förbundsordförande för RFSL mellan 2010 och 2016. Hon valdes enhälligt på kongressen i Skellefteå den 8 maj 2010. Hon var tidigare vice förbundsordförande i RFSL, ordförande för Stockholm Pride och chefredaktör för tidskriften Bang åren 2000–2004. Hon var år 2017 särskild utredare för SOU 2017:92 "Transpersoner i Sverige – Förslag för stärkt ställning och bättre levnadsvillkor". Hon har sedan arbetat som sexualpolitiskt sakkunnig på RFSU och som projektledare på Myndigheten för ungdoms- och civilsamhällesfrågor (MUCF).
Westerlund valdes in i riksdagen för Miljöpartiet i samband med riksdagsvalet 2022. I riksdagen är hon ledamot i socialutskottet sedan 2022 samt suppleant i civilutskottet, EU-nämnden, justitieutskottet, socialförsäkringsutskottet och riksdagens valberedning.